# Допилка, Олег Васильевич
Оле́г Васи́льевич Допи́лка (укр. Олег Васильович Допілка; род. 12 марта 1986[…], Первома́йск, Николаевская область) — украинский футболист, защитник

## Биография

### Клубная карьера
Воспитанник киевских РВУФК и «Динамо». В 2003 году попал в «Динамо-3», после играл за «Динамо-2» в Первой лиге. В основе «Динамо» в чемпионате Украины дебютировал 17 июня 2007 года в матче против киевского «Арсенала» (0:1). В 2007 году принял участие в групповом турнире Лиги чемпионов против «Ромы» и «Спортинга».
В начале сентября 2009 года был отдан в аренду криворожскому «Кривбассу». В команде провёл полгода и сыграл 7 матчей в Премьер-лиге. В январе 2010 года вернулся в «Динамо».
В первой половине 2011 года играл в украинской первой лиге за «Севастополь». В летнее межсезонье 2011 тренировался с командой украинской премьер-лиги «Волынь», но не подошёл главному тренеру Кварцяному из-за чего ему пришлось вернуться в «Динамо». Его заявили за команду Первой лиги «Динамо-2». Летом 2012 года перешёл на правах аренды в ужгородскую «Говерлу». В команде взял 20 номер. В 2013 году перешёл в кировоградскую «Звезду». В новом клубе стал игроком основы, а со временем — капитаном команды. В 2016 году в составе кировоградцев стал чемпионом Первой лиги чемпионата Украины. После 3-го тура сезона 2016/17 покинул команду.

### Карьера в сборной
Выступал за юношескую сборную Украины до 19 лет и молодёжную сборную Украины до 21 года. В 2005 выступал на молодёжном чемпионате мира в Голландии, Украина тогда дошла до 1/8 финала, где проиграла Нигерии (1:0). Допилка на турнире провёл все 4 матча.
В 2008 году сыграл 2 матча за национальную сборную Украины против Кипра и Сербии, при этом не являясь игроком основного состава «Динамо».

### Тренерская карьера
В 2021 году, выступая за «Ужгород», стал помощником главного тренера команды Богдана Блавацкого

## Достижения
- Чемпион Украины: 2008/09
- Победитель Первой лиги Украины: 2015/16